# Кометник-Йоргичі
Кометник-Йоргичі (хорв. Kometnik-Jorgići) — населений пункт у Хорватії, у Вировитицько-Подравській жупанії у складі громади Вочин.

## Населення
Населення за даними перепису 2011 року становило 26 осіб.
Динаміка чисельності населення поселення:

## Клімат
Середня річна температура становить 10,41 °C, середня максимальна – 23,88 °C, а середня мінімальна – -5,34 °C. Середня річна кількість опадів – 844 мм.
| Клімат поселення                              | Клімат поселення | Клімат поселення | Клімат поселення | Клімат поселення | Клімат поселення | Клімат поселення | Клімат поселення | Клімат поселення | Клімат поселення | Клімат поселення | Клімат поселення | Клімат поселення | Клімат поселення |
| Показник                                      | Січ.             | Лют.             | Бер.             | Квіт.            | Трав.            | Черв.            | Лип.             | Серп.            | Вер.             | Жовт.            | Лист.            | Груд.            |                  |
| Середній максимум, °C                         | 6,34             | 7,90             | 12,11            | 15,71            | 20,77            | 23,88            | 23,32            | 22,72            | 18,83            | 14,48            | 8,90             | 4,78             |                  |
| Середня температура, °C                       | 0,49             | 2,04             | 6,28             | 9,85             | 14,92            | 18,04            | 20,02            | 19,42            | 15,54            | 11,19            | 5,62             | 1,50             |                  |
| Середній мінімум, °C                          | −5,34            | −3,8             | 0,42             | 3,99             | 9,07             | 12,18            | 16,72            | 16,12            | 12,25            | 7,89             | 2,31             | −1,8             |                  |
| Норма опадів, мм                              | 51               | 47               | 54               | 69               | 80               | 100              | 79               | 82               | 68               | 71               | 80               | 63               |                  |
| Середньомісячна швидкість вітру, м/с          | 2.26             | 2.51             | 2.78             | 2.68             | 2.41             | 2.18             | 2.14             | 1.97             | 2.06             | 2.14             | 2.26             | 2.31             |                  |
| Середньомісячна сонячна радіація, кДж/м²·день | 4260             | 7029             | 10837            | 15161            | 19198            | 21298            | 22050            | 19767            | 14636            | 9189             | 4849             | 3594             |                  |
| --------------------------------------------- | ---------------- | ---------------- | ---------------- | ---------------- | ---------------- | ---------------- | ---------------- | ---------------- | ---------------- | ---------------- | ---------------- | ---------------- | ---------------- |
| Джерело:                                      |                  |                  |                  |                  |                  |                  |                  |                  |                  |                  |                  |                  |                  |